# Distrikt Pisco
Der Distrikt Pisco liegt in der Provinz Pisco der Region Ica im Südwesten von Peru. Der am 22. Juni 1825 gegründete Distrikt hat eine Fläche von 24,92 km². Beim Zensus 2017 lebten 67.467 Einwohner im Distrikt. Im Jahr 1993 lag die Einwohnerzahl bei 52.019, im Jahr 2007 bei 54.997. Die Distriktverwaltung befindet sich in der 27 m hoch gelegenen Provinzhauptstadt Pisco mit 61.518 Einwohnern (Stand 2017).

## Geographische Lage
Der Distrikt Pisco befindet sich an der Pazifikküste im Nordwesten der Provinz Pisco. Der Flusslauf des Río Pisco bildet die nördliche Distriktgrenze. Der Distrikt hat eine 4,5 km lange Küstenlinie und reicht bis zu 7,6 km ins Landesinnere. Im Norden wird bewässerte Landwirtschaft betrieben. Im Südwesten befindet sich der urbane Bereich des Distrikts. Die neue Straßenführung der Nationalstraße 1S (Panamericana) durchquert den Osten des Distrikts.
Der Distrikt Pisco grenzt im Norden an den Distrikt San Clemente, im Osten an den Distrikt Túpac Amaru Inca sowie im Süden und im Südwesten an den Distrikt San Andrés.